# Setaphis jocquei
Espèce
Setaphis jocquei est une espèce d'araignées aranéomorphes de la famille des Gnaphosidae.

## Distribution
Cette espèce est endémique de Côte d'Ivoire.

## Description
Le mâle holotype mesure 2,63 mm et la femelle paratype 2,93 mm.

## Étymologie
Cette espèce est nommée en l'honneur de Rudy Jocqué.

## Publication originale
- Platnick & Murphy, 1996 : A review of the zelotine ground spider genus Setaphis (Araneae, Gnaphosidae). American Museum Novitates, no 3162, p. 1-23 (texte intégral).